# Sova
SOVA — український ювелірний бренд.

## Історія
Компанія SOVA з'явилася у 2000 році. Спочатку займалася дистрибуцією і продажем виробів класичного асортименту.
Згодом компанія створила власний ювелірний бренд. Перший магазин бренду SOVA відкрився в 2013 році у Києві.
Назва бренду — це абревіатура англійських слів S (stylish) — стильний, O (open) — відкритий, V (voicing) — той, що виражає свою позицію та A (amazing) — дивовижний.
У 2017 році під час візиту Мей Маск до Києва, бренд подарував бізнесвумен кольє.
З 2017 року SOVA декілька років поспіль проводить спецпроєкти до Дня матері. Бренд випустив дві тематичні колекції Like Mom та For Mom. У 2017 році у співпраці з Укрпоштою був створений проєкт «Дякую, мамо». У 2019 році було створено капсульну колекцію. 5 % від продажу виробів з цієї колекції було передано в благодійний фонд «Таблеточки» на підтримку матерів, які допомагають дітям боротися з раком. У 2020 році було реалізовано проєкт «Кожна мама особлива», де бренд втілив дитячі малюнки в ювелірних прикрасах. У 2021 році відомі українці написали листи мамам у минуле в проєкті «Цей лист тобі, мамо». У 2022 році ювелірний дім SOVA привітав мам захисників святковими кошиками.
У 2019 році спільно з ініціативною групою «Разом за природу» і «Моршинська» ювеліри SOVA виготовили 500 браслетів із зображенням червонокнижної рисі, таким чином підтримавши природоохоронну програму «Зберегти рись», Світового фонду підтримки «WWF-Україна».
Ювелірний дім SOVA один з перших в Україні почав колаборації з українськими дизайнерами. В 2014 році була випущена спільна колекція з брендом LAKE Studio, нестандартні форми якої особливо запам'яталися шанувальникам бренду. У 2018 році з'явилася колекція Soul, розроблена у співпраці з дизайнером українського бренду взуття Marsala.
У 2019 році у колаборації з дизайнеркою Лілією Літковською було створено колекцію прикрас з малахітом LITKOVSKAYA.
У тому ж році відбулася колаборація з брендом FROLOV. Була створена колекція For Love, метою якої було звернути увагу на тему боротьби з ВІЛ.
У травні 2021 року бренд створив колекцію SOVA x The HARDKISS в колаборації з фронтвумен гурту The Hardkiss Юлією Саніною, яка стала обличчям колекції, а також брала участь у створенні прикрас.

## Діяльність
Ювелірний дім SOVA має власне виробництво, яке розташоване у місті Київ. SOVA має роздрібну мережу магазинів в 17 областях України.
Кожного року бренд SOVA випускає чотири сезонні колекції, а також декілька капсульних, зокрема, присвячені Дню закоханих і Дню матері.

## Благодійні проєкти під час повномасштабної війни
В перші дні російського вторгнення у 2022 році компанія SOVA перерахувала 1,5 млн грн на підтримку українських військових. Співробітники компанії також здійснюють волонтерську діяльність в різних містах України.
У травні, з нагоди Дня Матері, SOVA перераховували частину коштів від продажу кожної прикраси SOVA, аби зібрати кращі святкові кошики для матерів, чиї діти боронять свободу України.
У червні, з нагоди 22-річчя бренду, 5 % від продажу кожної прикраси SOVA було перераховано до однієї з 6 благодійних організацій та фондів, які займаються допомогою українській армії, медикам та родинам, які постраждали від війни. Завдяки благодійній ініціативі від SOVA фонд «Повернись живим» придбав 13 оптичних прицілів NIGHTFORCE. Також допомога була надана іншим благодійним та волонтерським організаціям, зокрема: Кожен може, Hope.ua, Help Ukraine Center, медичний батальйоном «Госпітальєри», БО «Ти не один» (Благодійний фонд 1+1 медіа).

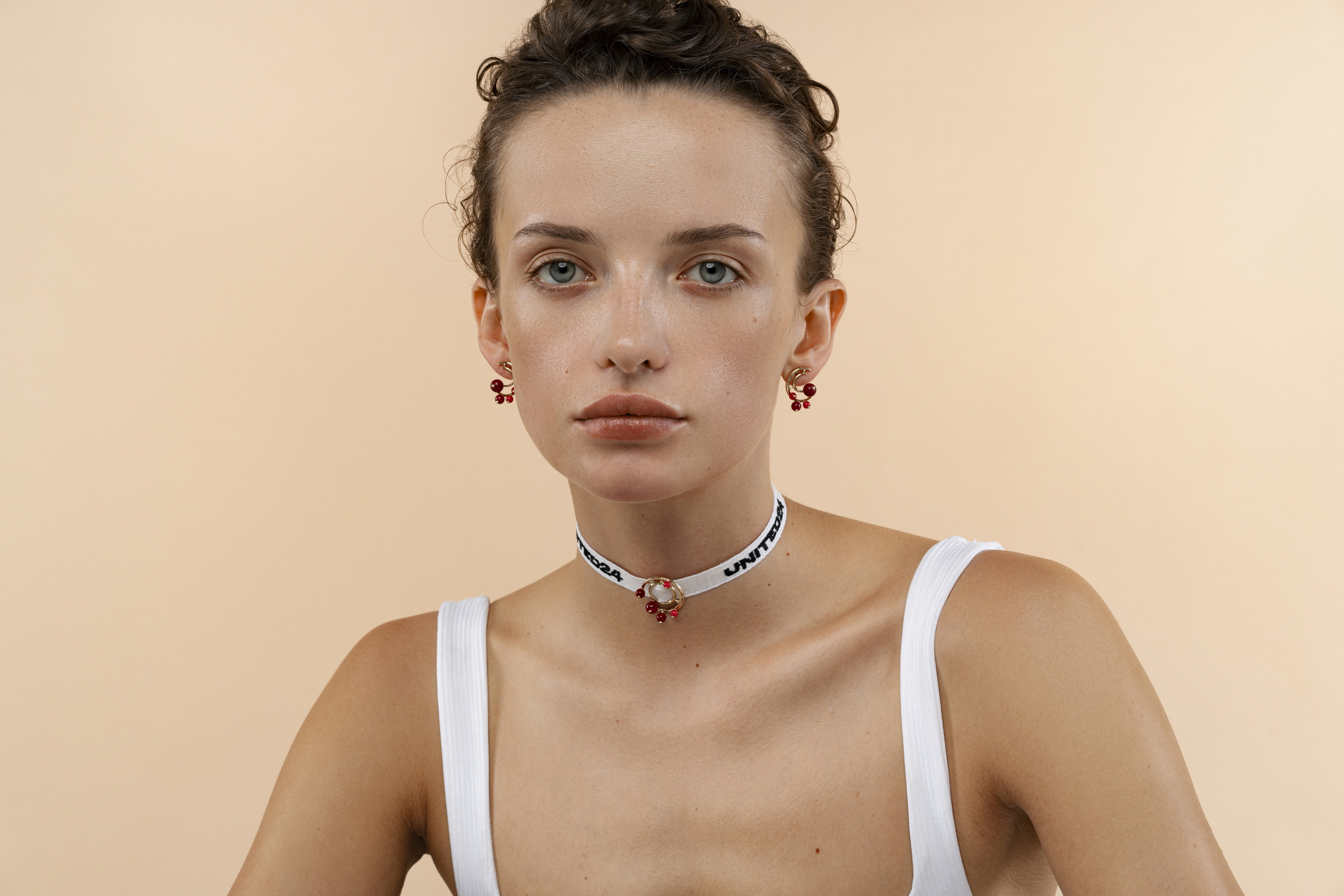
Колекція SOVA x U24

З виходом колекції Kalyna від SOVA, ювелірна компанія презентувала колаборацію з глобальною фандрейзинговою платформою United24 на підтримку України: лімітовані лляні стрічки з написом UNITED24 можна було отримати разом з великим підвісом колекції і долучитися до збору на потреби медичного напряму проєкту.
Проєкт «Азовсталь. Символ незламності» створено у 2022 році фандрейзинговою платформою UNITED24, Групою Метінвест, ювелірним домом SOVA та «Нова пошта».
100 % прибутку від продажу було переказано через фандрейзингову платформу UNITED24 на проєкт «Армія дронів», щоб посилити українських захисників на фронті.
Перші 10 тисяч браслетів з останньої довоєнної партії металу легендарної «Азовсталі» були продані за дев'ять годин. Додатковий наклад — 20 тисяч — за два дні. Браслет одразу став символом української незламності в усьому світі.

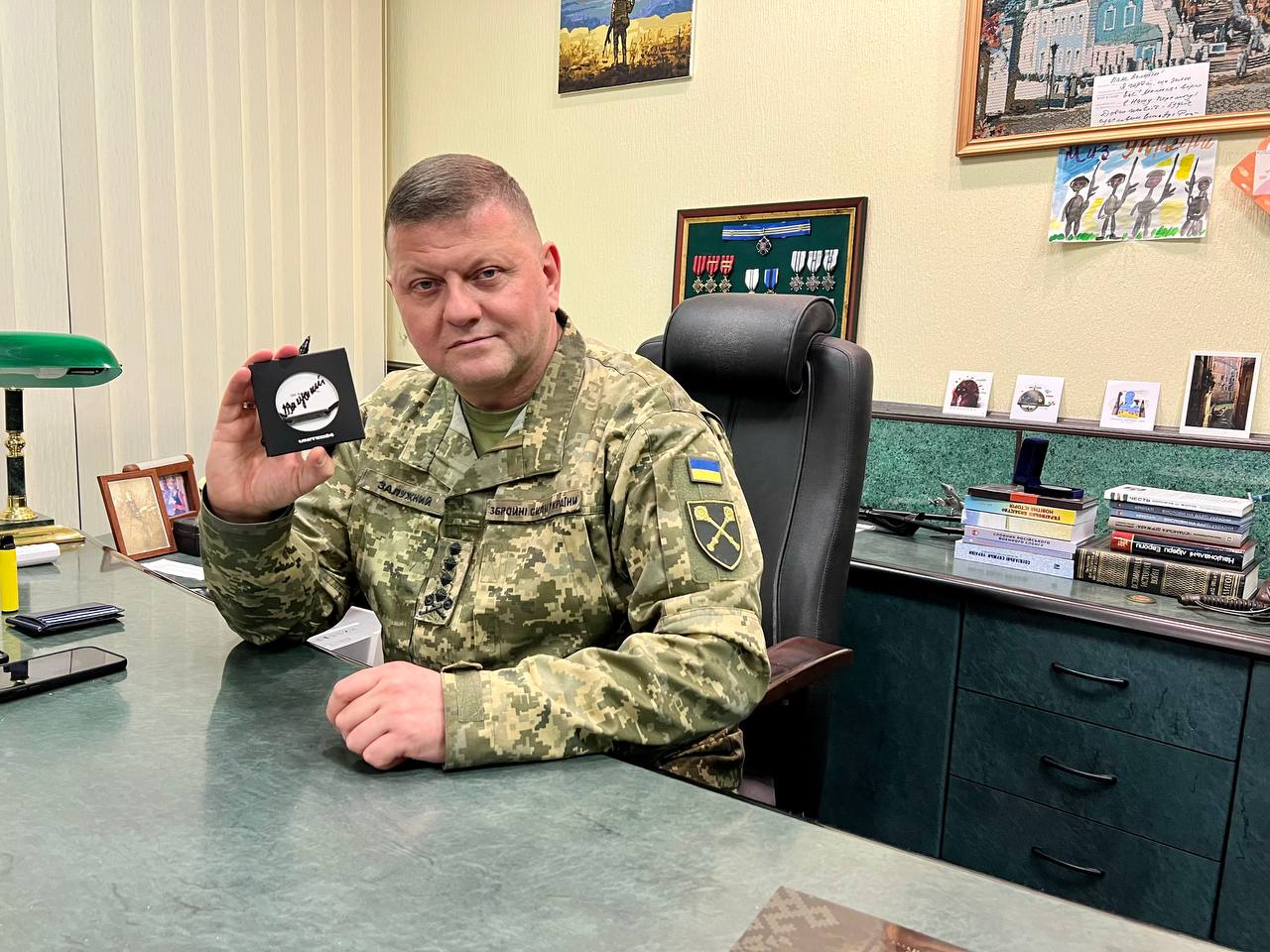
Валерій Залужний з браслетом «ВІРЮ ЗСУ»

До Дня захисників та захисниць України завдяки благодійній ініціативі Монобанк та волонтера Ігоря Лаченкова розіграли тисячу браслетів з довоєнної партії металу з написом «ВІРЮ ЗСУ». 100 з них — з автографом головнокомандувача Збройних сил України Валерія Залужного.
Браслети розіграли серед людей, які зробили донати від п'яти гривень. Мета була зібрати 100 мільйонів для придбання двох «Ловців шахедів». За 12 годин було зібрано 120 мільйонів гривень, загалом — понад 152,5 мільйона гривень.
Останній наклад браслетів «Азовсталь. Символ незламності» виготовили зі сталевих літер «ВІРЮ В ЗСУ», які протягом місяця стояли біля підніжжя найбільшого прапора України. Загальний наклад браслетів становив 100 тисяч штук і був проданий у 44 країни.
- 40 млн грн з продажу першого накладу спрямовані на «Армію дронів».
- майже 153 млн грн з продажу спецнакладу «ВІРЮ В ЗСУ» переказані на систему протидії ворожим дронам «Ловець шахедів»
- 94 млн грн з продажу останнього міжнародного накладу були передані на Флот морських дронів.[31][32]